# M People
M People es un grupo musical inglés de música house formado en 1990 en Manchester. El nombre de la banda viene de la inicial del fundador principal del mismo: Mike Pickering.
El grupo está formado por cuatro integrantes, cada cual con su propia carrera musical: Pickering estuvo actuando con el grupo Quango Quango, aunque era más conocido por actuar como DJ en el nightclub The Haçienda. Paul Heard y Shovell, procedentes de Ace of Clubs y Natural Life.

## Discografía
Álbumes de estudio
- Northern Soul (1991)
- Elegant Slumming (1993)
- Bizarre Fruit (1994)
- Bizarre Fruit II (1995)
- Fresco (1997)

Recopilatorios y otros álbumes
- The Best of M People (1998)
- Testify (1999)
- Ultimate Collection (2005)
- Ultimate Collection: The Remixes (2005)
- One Night in Heaven: The Best of M People (2007)